# Нельсон-Леви, Тимна
Тимна Нельсон-Леви (ивр. תמנע נלסון-לוי‎; род. 7 июля 1994, Иерусалим, Израиль) — израильская дзюдоистка, выступающая в весовой категории до 57 килограммов. Бронзовый призёр Олимпийских игр (2020, командный турнир), бронзовый призёр чемпионата Европы 2016 года, чемпионка Европы 2022 года.

## Ранние годы
Нельсон-Леви родилась в еврейской семье американцев Шмуэля и Лауры, которые иммигрировали в Израиль в 1985 году и поселились в Иерусалиме. До занятий дзюдо Тимна пробовала себя в джиу-джитсу и смешанных единоборствах.

## Карьера
10 октября 2015 года Нельсон-Леви выиграла свою первую медаль на соревнованиях среди взрослых, став третьей на European Open в Лиссабоне.
21 апреля 2016 года она впервые приняла участие в чемпионате Европы среди взрослых и завоевала бронзовую медаль. Она победила Анну Боровскую из Польши в первом раунде, Хедвиг Каракас из Венгрии в 1/8 финала и проиграла Норе Гяковой из Косово в четвертьфинале. В утешительном раунде она победила Виолу Вехтер из Германии, а затем в поединке за бронзовую медаль оказалось сильнее Элен Рекево из Франции, победив броском на иппон.
Она представляла Израиль на летних Олимпийских играх 2020 года. В женской весовой категории до 57 кг Нельсон-Леви начала с 1/8 финала, победив сербку Марику Перишич на голден-скор, матч длился более 10 минут. В четвертьфинале она проиграла чемпионке мира 2018 года японке Цукасе Ёсиде. Затем Нельсон-Леви уступила в утешительном раунде словенке Кае Кайзер и заняла итоговое седьмое место. В командном турнире 31 июля завоевала бронзовую медаль.